# Sabanejewia
Genre
Sabanejewia est un genre de poissons d'eau douce et saumâtre téléostéens de la famille des Cobitidae (ordre des Cypriniformes).

## Liste des espèces
Selon World Register of Marine Species (29 avril 2024) :
- Sabanejewia aurata (De Filippi, 1863)
- Sabanejewia balcanica (Karaman, 1922)
- Sabanejewia baltica Witkowski, 1994
- Sabanejewia bulgarica (Drensky, 1928)
- Sabanejewia caspia (Eichwald, 1838)
- Sabanejewia caucasica (Berg, 1906)
- Sabanejewia kubanica Vasil'eva & Vasil'ev, 1988
- Sabanejewia larvata (De Filippi, 1859)
- Sabanejewia romanica (Băcescu, 1943)
- Sabanejewia vallachica (Nalbant, 1957)

## Galerie

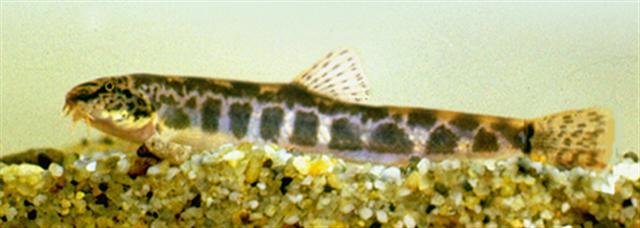
Sabanejewia bulgarica
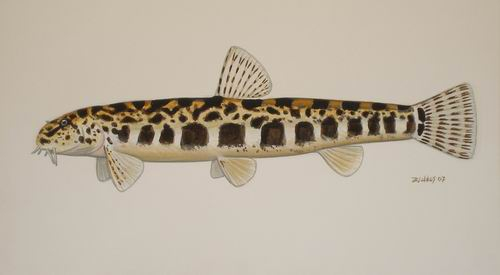
Sabanejewia aurata

## Classification
Le nom valide complet (avec auteur) de ce taxon est Sabanejewia Vladykov (d), 1929,.
Sabanejewia a pour synonyme :
- Sabenejewia (invalide, graphie incorrecte)

### Étymologie
Le nom générique, Sabanejewia, lui a été donné en l'honneur du zoologiste russe Leonid Sabaneïev (1844-1898), expert en biologie des poissons d'eau douce

### Publication originale
- Vadim Vladykov, « Sur un nouveau genre de Cobitidés : Sabanejewia », Bulletin du Muséum national d'histoire naturelle, Paris, Masson et Cie éditeurs, vol. 1, no 1,‎ 1929, p. 85-90 (ISSN 1148-8425 et 2420-1901, OCLC 801819388, BNF 34428233, lire en ligne).